# نگرنبوتل
نگرنبوتل (به آلمانی: Negernbötel) یک شهر در آلمان است که در زگه‌برگ واقع شده‌است. نگرنبوتل ۱٬۰۴۱ نفر جمعیت دارد.